# 정치적 부정부패

정치 부패

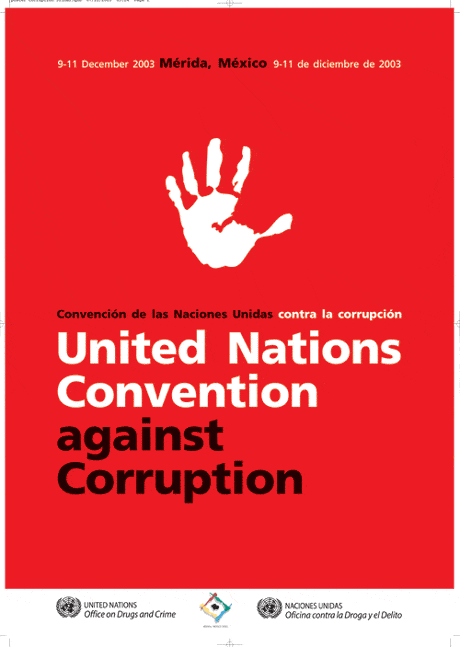
유엔 부패 방지 협약

정치적 부정부패(政治腐敗)는 정치에 종사하는 사람들이 권력의 사용으로 불법적이며 사사적인 이익을 추구하는 행위를 말한다. 정적의 억압이나 경찰로 인한 탄압과 같은 정부의 권력을 다른 목적으로 악용하는 행위는 정치적 부정부패로 간주하지 않다. 정부와 직접적으로 관련이 없는 민간인이나 사기업도 정치적 부정부패로 간주하지 않다. 정치적 부정부패는 즉 정치를 수행하는 정치인의 불법 행위이다. 정치적 부정부패의 형태는 뇌물, 연고주의, 공갈, 정실인사, 네포티즘, 불법 후원, 공금 횡령 등이 있다. 이러한 형태의 부정부패는 마약거래, 돈세탁, 인신매매 등의 조직범죄에 연류될 수 있다. 정치적 부정부패가 심한 상황을 도둑정치(Kleptocracy)라고 부른다.
말레이시아에서 부정부패는 정치권의 주요 화두 중 하나다. 말레이시아는 1957년 영국으로부터 독립한 이후 BN이 장기집권했다. 그러나 정권의 부패 문제가 불거지면서 2018년 총선에서 PH가 사상 첫 정권 교체를 이뤘다. 정권 교체 이후 나집 라작 전 총리가 부패 스캔들로 구속됐다. 나집 총리와 측근들은 국영투자기업 1MDB를 통해 6조원 규모를 유용한 혐의를 받았다. 나집 전 총리는 총 42개 혐의로 재판을 받아왔으며, 현재까지 12년형이 선고됐다. 2022년 대선에서도 PH는 부패 척결을 주요 공약으로 내세웠다. 그러나 안와르 이브라힘 총리는 통합정부 구성 후 부패 청산 대상으로 공격하던 BN의 핵심 정당 통일말레이국민조직(UMNO) 아맛 자힛 하미디 대표를 부총리에 임명해 비판을 받았다. 자히드는 뇌물 수수와 자금 세탁, 배임 등 47개 혐의로 재판을 받고 있다.

## 정의
부패는 정의하기 어려운 개념이다. 부패를 올바르게 정의하려면 다차원적인 접근이 필요하다. 마키아벨리는 부패의 가장 오래된 차원을 정치 관료와 시민들 사이에서 미덕의 쇠퇴로 대중화했다. 심리학자 호르스트-에버하르트 리히터의 현대화된 버전에서는 부패를 정치적 가치의 훼손으로 정의한다. 미덕의 쇠퇴로서의 부패는 보편화하기에는 너무 광범위하고 주관적이라는 비판을 받아왔다. 부패의 두 번째 차원은 일탈적인 행동으로서의 부패이다. 사회학자 크리스티안 회플링과 경제학자 J. J. 센투이라는 모두 부패를 사회적 질병으로 특징지었으며, 후자는 부패를 자신의 이익을 위해 공권력을 오용하는 것으로 정의했다. 세 번째 차원은 상당한 대가이다. 부패는 항상 고정된 규칙과 규범에 따라 두 명 이상의 사람/당이 경제적 재화를 소유하고 다른 사람/당이 공동선을 향해 사용할 수 있는 이전된 권력을 소유하는 교환이다. 넷째, 부패에 대한 사회적 인식의 수준도 다르다. 하이덴하이머는 부패를 세 가지 범주로 나눈다. 첫 번째 범주는 백인 부패라고 하며, 이 부패 수준은 대부분 관용으로 간주되며 합법적이고 합법적일 수도 있으며 일반적으로 가족 관계와 후원자-고객 시스템에 기반한다. 입헌 국가나 더 민주적인 사회로 전환하는 국가에서 자주 발생하는 부패 유형은 사회의 도덕적 규범에 따라 비난받을 만한 것으로 간주되지만, 관련된 사람들은 여전히 잘못된 행동을 한다는 인식이 거의 없다. 세 번째 범주는 흑인 부패가 너무 심각하여 사회의 규범과 법률을 위반한다. 마지막 차원은 "그림자 정치"라고 불리며, 이는 정당한 비공식 정치적 합의를 넘어 의도적으로 은폐된 행동으로 이어지는 비공식 정치 과정의 일부이다.

## 결과들

### 정치, 행정 및 제도에 미치는 영향

2016년 4월 15일 파나마 페이퍼스 유출 사건에 연루된 정치인, 공무원 또는 측근이 있는 국가

정치적 부패는 공식적인 절차를 무시하거나 심지어 전복시킴으로써 민주주의와 선량한 통치를 약화시킨다. 선거와 입법부의 부패는 책임성을 떨어뜨리고 정책 결정의 대표성을 왜곡시키며, 사법부의 부패는 법치주의를 훼손하고, 공공 행정의 부패는 비효율적인 서비스 제공을 초래한다. 공화국의 경우, 이는 시민 미덕의 중심성에 관한 공화주의의 기본 원칙을 위반한다. 일반적으로 부패는 절차를 무시하고 자원을 빼돌리고 공직을 매매하는 경우 정부의 제도적 역량을 약화시킨다. 부패는 정부의 정당성과 정치적 신뢰와 같은 민주주의 가치를 훼손한다. 최근 증거에 따르면 고소득 민주주의 국가 간 부패 수준의 차이는 의사 결정권자의 책임 수준에 따라 크게 달라질 수 있다.
취약한 국가들의 증거에 따르면 부패와 뇌물 수수가 기관에 대한 신뢰에 부정적인 영향을 미칠 수 있다. 부패는 정부의 상품 및 서비스 제공에도 영향을 미칠 수 있다. 이는 효율성 손실로 인해 발생하는 상품 및 서비스 비용을 증가시킨다. 부패가 없는 경우 정부 프로젝트는 실제 비용에서 비용 효율적일 수 있지만, 부패 비용이 포함되면 프로젝트가 비용 효율적이지 않아 상품 및 서비스 제공을 왜곡하여 실행되지 않을 수 있다.

### 경제에 미치는 영향
민간 부문에서 부패는 부정한 대가 자체, 공무원과의 협상 관리 비용, 그리고 계약 위반이나 적발의 위험을 통해 사업 비용을 증가시킨다. 일부는 부패가 관료주의를 줄임으로써 비용을 절감한다고 주장하지만, 뇌물의 가용성은 공무원들이 새로운 규칙과 지연을 고안하도록 유도할 수도 있다. 비용이 많이 들고 긴 규제를 공개적으로 제거하는 것이 뇌물을 사용하여 우회하도록 허용하는 것보다 낫다. 부패가 사업 비용을 부풀리는 경우, 이는 또한 조사와 행동의 영역을 왜곡하여 연결고리가 있는 기업을 경쟁으로부터 보호하고 비효율적인 기업을 유지하는 데 도움이 된다.
부패는 기업의 실효 한계 세율에 직접적인 영향을 미칠 수 있다. 세무 공무원에게 뇌물을 주는 것은 한계 뇌물 수수율이 공식 한계 세율보다 낮을 경우 기업의 세금 납부를 줄일 수 있다. 그러나 우간다에서는 뇌물이 세금보다 기업 활동에 더 큰 부정적인 영향을 미친다. 실제로 뇌물이 1% 포인트 증가하면 기업의 연간 성장률이 3% 포인트 감소하는 반면, 세금이 1% 포인트 증가하면 기업의 성장률이 1% 포인트 감소한다.
부패는 또한 뇌물과 리베이트가 더 많은 자본 프로젝트로 공공 투자를 전환함으로써 공공 부문의 경제적 왜곡을 초래한다. 공무원은 이러한 거래를 은폐하거나 길을 닦기 위해 공공 부문 프로젝트의 기술적 복잡성을 증가시켜 투자를 더욱 왜곡할 수 있다. 부패는 또한 건설, 환경 또는 기타 규제에 대한 준수를 낮추고, 정부 서비스와 인프라의 질을 저하시키며, 정부에 대한 예산 압박을 증가시킨다. 경제학자들은 아프리카와 아시아의 경제 발전이 다른 요인 중 하나가 아프리카에서 부패가 주로 임대료를 인출하고, 그로 인해 발생한 금융 자본이 국내에 투자되지 않고 해외로 이동했기 때문이라고 주장한다. (즉, 아프리카 독재자들이 스위스 은행 계좌를 가지고 있다는 고정관념적이지만 종종 정확한 이미지) 예를 들어, 나이지리아에서는 1960년부터 1999년 사이에 나이지리아 지도자들에 의해 4,000억 달러 이상의 자금이 국고에서 도난당했다.
매사추세츠 대학교 애머스트 연구원들은 1970년부터 1996년까지 사하라 사막 이남 30개국에서 자본 유출이 총 1,870억 달러에 달했으며, 이는 해당 국가들의 대외 부채를 초과하는 수치라고 추정했다. (이 결과는 지연되거나 억압된 발전으로 표현된 것으로, 경제학자 만쿠르 올슨에 의해 이론적으로 모델링되었다.) 아프리카의 경우, 이러한 행동의 요인 중 하나는 정치적 불안정과 새로운 정부가 이전 정부의 부패하게 얻은 자산을 종종 몰수했다는 사실이었다. 이로 인해 관리들은 향후 수용이 불가능한 해외에 재산을 숨기도록 장려했다. 반면, 수하르토의 뉴 오더와 같은 아시아 행정부는 종종 사업 거래를 줄이거나 인프라 투자, 법과 질서 등을 통해 개발 조건을 제공했다.

### 환경 및 사회적 영향

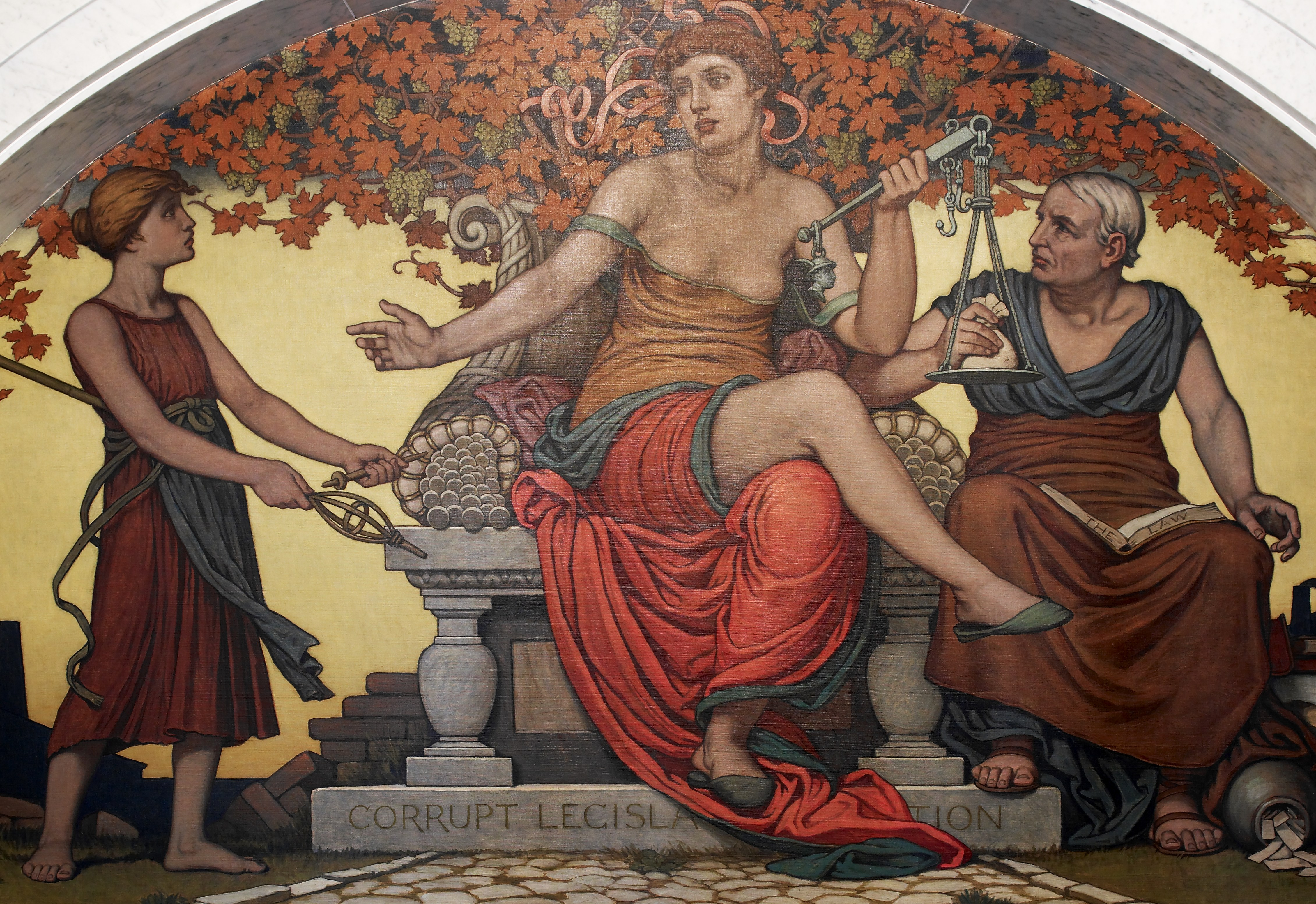
엘리후 베더가 쓴 부패 법률(1896)의 세부 사항. 토마스 제퍼슨 빌딩, 워싱턴 D.C. 의회 도서관.

부패는 종종 1인당 소득이 가장 적은 국가에서 가장 두드러지며, 의료 서비스를 위해 외국 원조에 의존한다. 특히 사하라 사막 이남 아프리카 국가들에서는 해외에서 기부된 자금에 대한 지역 정치적 간섭이 빈번하게 발생하고 있으며, 2006년 세계은행 보고서에 따르면 보건 용도로 기부된 자금의 약 절반이 의료 부문에 투자되거나 의료 지원이 필요한 사람들에게 제공되지 않았다고 보고되었다. 대신 기부된 돈은 "위조 약물, 암시장으로 마약을 빼돌리고 유령 직원에게 지급"을 통해 지출되었다. 궁극적으로 개발도상국에는 건강을 위한 충분한 자금이 있지만, 지역 부패는 그들이 필요로 하는 자원이 더 넓은 시민권을 부정하고 있다.
부패는 환경 파괴를 촉진한다. 부패한 사회는 환경을 보호하기 위한 공식적인 법률을 제정할 수 있지만, 공무원이 쉽게 뇌물을 받을 수 있다면 법을 집행할 수 없다. 사회권 근로자 보호, 노조 결성 방지, 아동 노동에도 동일하게 적용된다. 이러한 법의 권리를 위반하면 부패한 국가는 국제 시장에서 불법적인 경제적 이점을 얻을 수 있다. 노벨상을 수상한 경제학자 아마르티아 센은 "비정치적 식량 문제라는 것은 존재하지 않는다"고 관찰했다. 가뭄과 기타 자연적으로 발생하는 사건이 기근 조건을 유발할 수는 있지만, 그 심각성을 결정하는 것은 정부의 조치나 무행동, 심지어 기근 발생 여부까지 결정하는 경우가 많다.
절도죄에 강한 성향을 가진 정부는 수확이 좋을 때에도 식량 안보를 훼손할 수 있다. 공무원들은 종종 국가 재산을 훔친다. 인도 비하르에서는 빈곤층에 대한 보조금 식량 원조의 80% 이상이 부패한 공무원들에 의해 도난당한다. 마찬가지로 식량 원조는 종종 정부, 범죄자, 군벌 모두가 총구를 겨누고 강탈하여 이익을 위해 판매된다. 20세기는 정부가 자국의 식량 안보를 훼손하는 많은 사례들로 가득 차 있으며, 때로는 의도적으로 이루어지기도 한다.

### 인도적 지원에 미치는 영향
세계의 빈곤하고 불안정한 지역에 대한 인도주의적 지원의 규모가 커지고 있지만, 식량 지원, 건설 및 기타 높은 가치의 지원이 가장 큰 위험에 처해 있어 부패에 매우 취약한다. 식량 원조는 의도된 목적지에서 직접적이고 물리적으로 전환될 수 있으며, 평가, 타겟팅, 등록 및 배포를 통해 특정 그룹이나 개인에게 유리하도록 간접적으로 전환될 수도 있다.
건설 및 대피소에는 표준 이하의 작업 방식, 계약 리베이트, 귀중한 대피소 자재 제공에 대한 특혜를 통해 전환과 수익을 창출할 수 있는 다양한 기회가 있다. 따라서 인도적 지원 기관은 일반적으로 너무 많은 지원을 포함시켜 원조가 전용되는 것에 대해 가장 우려하는 반면, 수혜자 자신은 배제에 대해 가장 우려한다. 지원 접근은 연고가 있는 사람들, 뇌물을 주거나 성접대를 강요받는 사람들로 제한될 수 있다. 마찬가지로, 그렇게 할 수 있는 사람들은 통계를 조작하여 수혜자 수를 부풀리고 추가 지원을 중단할 수 있다.
영양실조, 질병, 상처, 고문, 인구 내 특정 집단에 대한 괴롭힘, 실종, 초법적 처형, 강제 이주 등은 모두 많은 무력 충돌에서 발견된다. 이러한 비극이 관련 개인에게 직접적인 영향을 미치는 것 외에도 지역 시스템에 미치는 영향도 고려해야 한다. 이는 농작물과 문화적으로 중요한 장소의 파괴, 경제 인프라의 붕괴, 병원과 같은 의료 시설의 붕괴를 고려해야 하는 것으로 볼 수 있다.
부패는 병원에서 정부에 이르기까지 의료 시스템에서 큰 역할을 하며, 국민에게 양질의 저렴한 의료 서비스를 제공하는 다른 기관으로 확대된다고 Nazim 등은 말다.

## 유형

### 뇌물 수수 행위

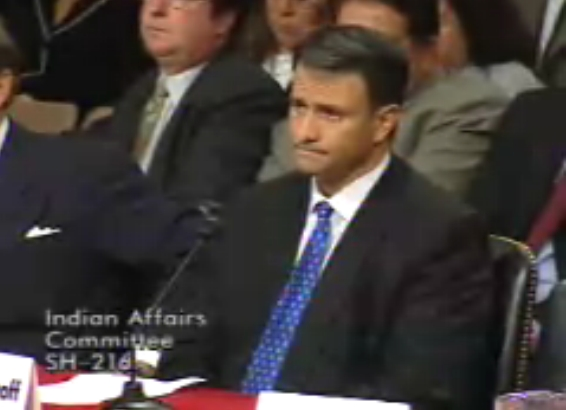
미국의 로비스트이자 사업가 잭 아브라모프는 광범위한 부패 조사의 중심에 있었다.

정치적 부패의 맥락에서 뇌물은 공무원이 공무원의 공식 권한을 사용하는 대가로 지급되는 대가를 포함할 수 있다. 뇌물은 두 명의 참가자가 필요하다. 하나는 뇌물을 주고 다른 하나는 뇌물을 받아야 한다. 예를 들어, 세관 공무원은 허용되거나 허용되지 않는 물품을 통과시키기 위해 뇌물을 요구할 수도 있고, 밀수업자는 통과를 얻기 위해 뇌물을 제공할 수도 있다. 일부 국가에서는 부패 문화가 공공 생활의 모든 측면으로 확장되어 개인이 뇌물에 의존하지 않고 활동하는 것이 매우 어렵다. 공무원이 이미 지불한 일을 하기 위해서는 뇌물이 요구될 수 있다. 또한 법과 규정을 우회하기 위해 뇌물이 요구될 수도 있다. 뇌물은 사적인 금전적 이득에서 그들의 역할 외에도 의도적이고 악의적으로 다른 사람에게 해를 끼치는 데 사용된다. (즉, 금전적 인센티브가 없다) 일부 개발도상국에서는 지난 12개월 동안 인구의 절반까지 뇌물을 지급했다.
유럽 평의회는 적극적 뇌물 수수와 소극적 뇌물 수수를 분리하여 별도의 범죄로 규정하고 있다:
- 적극적 뇌물 수수는 "어떤 사람이 공무원에게 직간접적으로 부당한 이익을 약속하거나 제공하거나 제공하는 것, 즉 직무를 수행하는 행위를 하거나 자제하는 행위"로 정의할 수 있다. (부패에 관한 형법 협약(ETS 173) 제2조)[23] 유럽 평의회)
- 소극적 뇌물 수수는 "고의적으로 저지른 경우, 공무원이 직무 수행에 있어 행동하거나 행동을 자제하기 위해 직접적으로 또는 간접적으로 부당한 이익을 요구하거나 받는 것"으로 정의될 수 있다. (부패에 관한 형법 협약(ETS) 제3조)[23]

이 분리는 부패 거래의 초기 단계(제안, 약속, 이익 요청)를 이미 범죄로 간주하고, 따라서 (형사 정책 관점에서) 뇌물 수수가 허용되지 않는다는 분명한 신호를 주는 것을 목표로 한다. 게다가, 이러한 분리는 뇌물 수수 범죄의 기소를 더 쉽게 만든다. 왜냐하면 두 당사자(뇌물 제공자와 뇌물 수수자)가 부패한 거래에 공식적으로 합의했음을 입증하는 것이 매우 어려울 수 있기 때문이다. 또한, 이러한 공식적인 거래는 종종 존재하지 않고 상호 이해만 있을 뿐이다. 예를 들어, 건축 허가를 받기 위해서는 의사 결정권자에게 "수수료"를 지불해야 유리한 결정을 내릴 수 있다는 것이 지방 자치 단체의 상식인 경우이다. 부패에 대한 실질적인 정의는 부패에 관한 민법 협약(ETS 174) 제3조에 다음과 같이 명시되어 있다: 이 협약의 목적을 위해 "부패"란 뇌물 또는 그 밖의 부당한 이익이나 전망을 직접적 또는 간접적으로 요청, 제공, 제공 또는 수수하는 것을 의미하며, 이는 뇌물을 받는 사람에게 요구되는 의무나 행동의 적절한 수행, 부당한 이익 또는 전망을 왜곡하는 것을 의미한다.

### 영향력 있는 거래

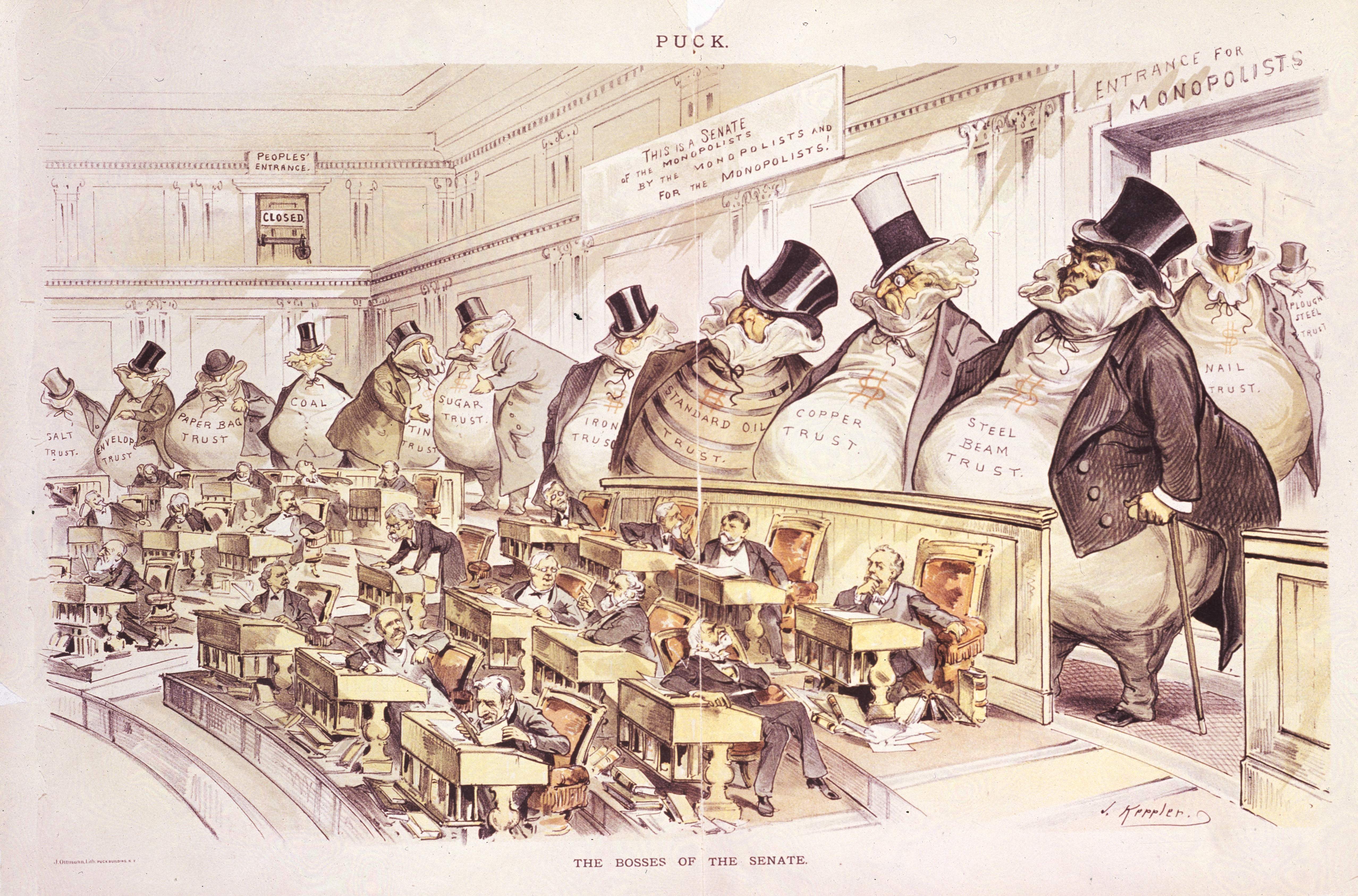
미국의 조셉 케플러와 같은 개혁가들은 상원이 국가의 재정 신탁과 독점을 대표하는 거대한 자금 가방에 의해 통제되고 있다고 묘사했다.

영향력 거래 또는 영향력 판매는 의사 결정 과정에서 자신의 영향력을 판매하여 제3자(개인 또는 기관)에게 이익을 주는 사람을 의미한다. 뇌물 수수의 차이점은 이것이 삼자 관계라는 점이다. 법적 관점에서 볼 때, 제3자(영향력의 대상이 되는 사람)의 역할은 실제로 중요하지 않지만, 경우에 따라 그가 보조자가 될 수도 있다. 이러한 형태의 부패와 극단적이고 느슨하게 규제된 일부 형태의 로비를 구분하는 것은 어려울 수 있다. 예를 들어, 법이나 의사 결정권 또는 영향력을 가장 높은 보상을 제공하는 로비스트에게 자유롭게 "판매"할 수 있다. 예를 들어, 후자는 특정 환경, 사회 또는 기타 규제의 통과를 피하고 싶어하는 산업 집단과 같은 강력한 고객을 대신하여 행동한다. 로비가 (충분히) 규제되는 경우, 독특한 기준을 제공하고 영향력 거래가 "부적절한 영향력"의 사용을 포함한다는 점을 고려하는 것이 가능해진다. 이는 형법 부패 방지 협약(ETS 173) 제12조에 명시되어 있다.

### 후원

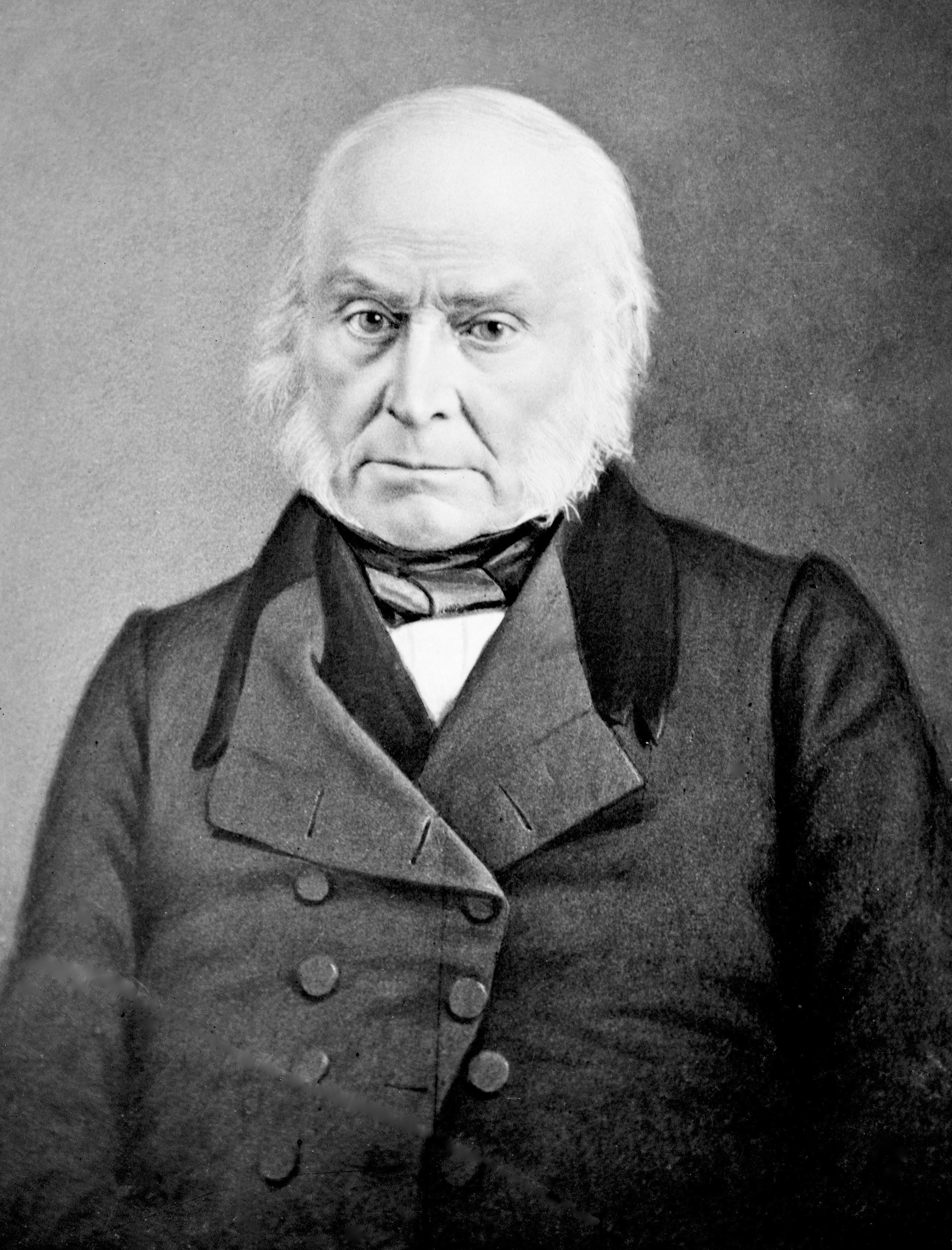
미국의 여섯 번째 대통령인 존 퀸시 애덤스의 1824년 "부패 거래"는 후원의 한 예다.

후원은 예를 들어 정부 고용과 같은 지지자들을 우대하는 것을 의미한다. 이는 새로 선출된 정부가 정책을 효과적으로 시행하기 위해 행정부의 고위 관리들을 교체하는 것처럼 합법적일 수 있다. 이는 정권을 지원하기 위한 대가로 무능한 사람들이 더 유능한 사람들보다 먼저 선발된다는 것을 의미한다면 부패로 볼 수 있다. 비민주주의 국가에서는 많은 정부 관리들이 종종 능력보다는 충성심을 위해 선발된다. 이들은 거의 전적으로 정권을 지지하는 특정 그룹(예: 사담 후세인 이라크의 수니파 아랍인, 소련의 노멘클라투라, 제국 독일의 융커스)에서 선발될 수 있다. 비슷한 문제는 동유럽에서도 볼 수 있는데, 예를 들어 루마니아에서는 정부가 종종 후원 혐의로 비난받는다. 그러나 새 정부가 집권하면 공공 부문의 대부분의 관리들이 빠르게 교체된다.

### 족벌주의와 정실주의 (가족 친지간의 거래, 친분간의 거래)
공무원의 친척(족벌주의)이나 개인적인 친구(정실주의)를 우대하는 것은 불법적인 사적 이익의 한 형태이다. 이는 뇌물 수수와 결합될 수 있으며, 예를 들어 기업이 비즈니스에 영향을 미치는 공식적인 통제 규정의 친척을 고용하도록 요구하는 것과 같다. 가장 극단적인 예는 북한이나 시리아와 같이 국가 전체가 상속되는 경우이다. 여성과 소수자가 배제된 남부 미국에서는 좋은 올보이가 더 적은 형태일 수 있다. 더 가벼운 형태의 정실주의는 "올드 보이 네트워크"로, 공식 직책에 임명된 사람들은 가장 유능한 후보자를 임명하는 대신 특정 대학의 동문과 같은 폐쇄적이고 배타적인 소셜 네트워크에서만 선택된다. 이를 위해 공식 권력이 불법적으로 사용될 때 적에게 해를 끼치려는 시도는 부패가 된다. 예를 들어, 정치인의 뇌물 수수와 같이 정치적으로 민감한 문제를 제기하는 기자나 작가에 대해 종종 트럼프식 비난이 제기된다.

### 곰빈주의와 교구주의

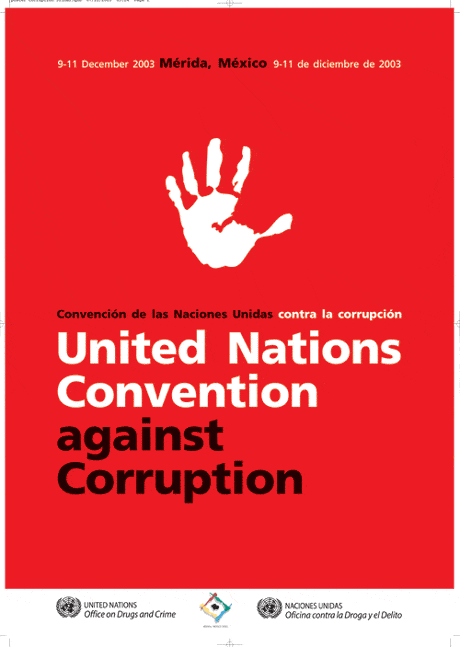
유엔 부패 방지 협약

곰빈주의는 개인적인 이익을 목적으로 부정직하고 부패한 개인을 의미하며, 종종 금전적인 이익을 추구한다. 반면, 교구 펌프 정치라고도 불리는 교구주의는 지역 또는 허영심 프로젝트를 국익보다 우선시하는 것과 관련이 있다. 예를 들어, 아일랜드 정치에서는 포퓰리즘 좌파 정당들이 주류 기성 정당들에 이러한 용어를 자주 적용하며, 아일랜드의 부패 사례를 예로 들 수 있다. 다른 예를 들어, 아일랜드 은행 위기는 뇌물 수수, 정실주의, 담합의 증거를 발견했다. 아일랜드 은행 위기와 같은 경우, 정치 경력이 끝날 무렵의 정치인들은 거래한 회사에서 고위 경영진이나 위원회 직책을 맡게 된다.

### 선거 사기
선거 사기는 선거 과정에 불법적으로 간섭하는 행위이다. 사기 행위는 선호하는 후보의 득표율을 높이거나 경쟁 후보의 득표율을 낮추거나 둘 다 선거 결과를 얻기 위해 개표에 영향을 미친다. 유권자 사기라고도 불리는 이와 관련된 메커니즘에는 불법 유권자 등록, 여론조사 협박, 투표 컴퓨터 해킹, 부적절한 개표 등이 포함된다.

### 횡령
횡령은 위탁받은 자금을 훔치는 것을 말한다. 공무원이 공공이 지정하지 않은 사람이 사용하기 위해 가져가는 공금을 포함하는 것은 정치적이다. 폰지 사기는 횡령의 한 예이다. 일부 횡령자는 특정 기간 동안 소량을 지속적으로 획득하기 위해 "위에서 벗어났다"고 한다. 이 방법은 적발될 가능성을 줄여준다. 반면에 일부 횡령자는 한 번에 매우 많은 양의 상품이나 자금을 훔쳤다가 사라지기도 한다. 때로는 회사 관리자가 상사에게 수입을 과소 보고하고 차액을 유지하기도 한다. 일반적인 횡령 유형은 공무원이 자신의 집을 개조하도록 공무원을 지정하는 등 위탁된 정부 자원을 개인적으로 사용하는 것이다.

### 리베이트
리베이트는 부패 입찰에 연루된 조직에 자신의 조직으로부터 유용된 자금을 배분한 공무원의 몫이다. 예를 들어, 정치인이 일부 공적 자금을 어떻게 사용할지 선택하는 책임이 있다고 가정해 보겠다. 그는 최적의 입찰자가 아닌 회사에 계약을 체결하거나 정당한 금액보다 더 많은 금액을 할당할 수 있다. 이 경우 회사는 이익을 얻으며, 공공을 배신하는 대가로 공무원은 회사가 받은 금액의 일부인 리베이트를 받게 된다. 이 금액 자체는 회사에 대한 실제 (인플레이션된) 지급액과 입찰이 경쟁적이었다면 지급되었을 (낮은) 시장 기반 가격의 차액의 전부 또는 일부일 수 있다. 또 다른 리베이트의 예는 판사가 기업이 자신의 사법적 결정을 내리는 대가로 벌어들이는 수익의 일부를 받는 경우이다. 리베이트는 정부 공무원에게만 국한되지 않으며, 사람들이 자신에게 속하지 않는 자금을 지출하도록 위임받은 모든 상황은 이러한 종류의 부패에 취약하다.

### 불경스러운 동맹
불경스러운 동맹은 일시적이거나 숨겨진 이익을 얻기 위해 적대적으로 보이는 집단들 간의 연합으로, 일반적으로 일부 영향력 있는 비정부 그룹이 정당과 유대를 형성하고 유리한 대우를 대가로 자금을 공급한다. 후원과 마찬가지로 불경스러운 동맹은 반드시 불법은 아니지만, 후원과 달리 기만적인 성격과 종종 막대한 재정 자원으로 인해 공익에 더 위험할 수 있다. 이 용어의 초기 사용은 전 미국 대통령 시어도어 루스벨트("이 보이지 않는 정부를 파괴하고 부패한 비즈니스와 부패한 정치 간의 불경스러운 동맹을 해체하는 것이 오늘날의 국가 정신의 첫 번째 과제")가 1912년 진보당 강령에서 루즈벨트에게 귀속된 것이다. 그리고 그의 자서전에서도 다시 인용되었다. 그는 신탁과 독점(당리당략, 스탠다드 오일 등)을 우드로 윌슨, 하워드 태프트, 그리고 결과적으로 두 주요 정당에 연결한다.

### 조직 범죄 연루

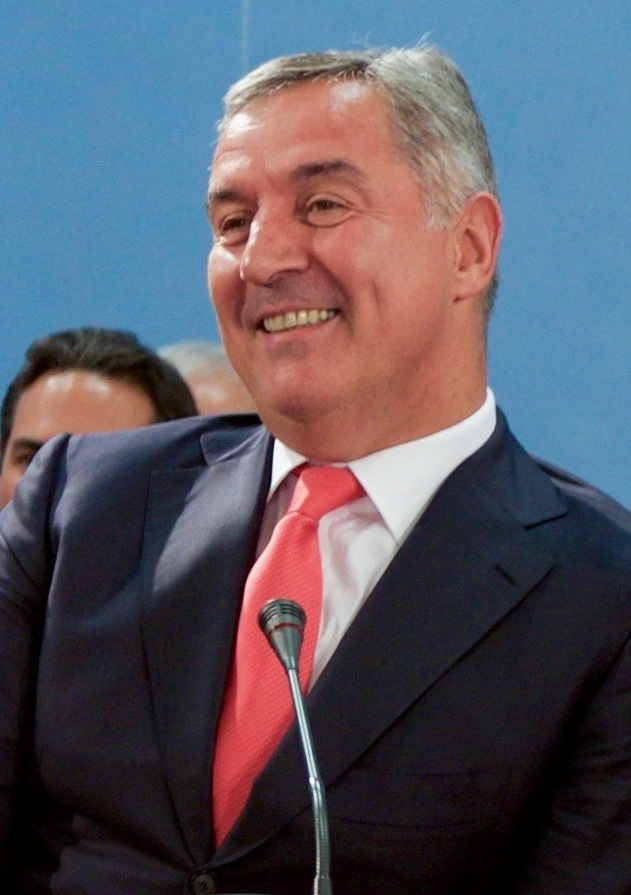
몬테네그로의 밀로 두카노비치 대통령은 종종 몬테네그로 마피아와 강한 연관이 있는 것으로 묘사된다.

조직 범죄에 대한 공식적인 개입의 예는 1920년대와 1930년대 상하이에서 찾아볼 수 있다. 상하이에서는 황진롱이 프랑스 영토의 경찰서장을 맡으면서 동시에 갱단 두목이자 지역 갱단 두위셩과 협력했다. 이 관계는 갱단의 도박장, 매춘, 보호 라켓에서 발생하는 수익의 흐름을 방해받지 않고 안전하게 유지했다. 미국은 파나마의 마누엘 노리에가 정부를 불법 마약 거래로 이익을 얻는 부패한 정부인 '나르코클렙토크라시'라고 비난했다. 나중에 미국은 파나마를 침공하여 노리에가를 점령했다.

## 부패에 유리한 조건
일부 연구에 따르면 정치 부패는 전염성이 있는 것으로 나타났다. 한 분야의 부패가 드러나면 해당 분야의 다른 사람들도 부패에 가담하게 된다.다음 조건들이 부패에 유리하다고 주장된다:
- 정보의 부족
  - 정보 입법의 자유가 부족한다. 예를 들어, 2005년 인도 정보권법은 "이미 인도에서 무기력하고 부패한 관료제를 무릎 꿇게 하고 권력 방정식을 완전히 변화시키는 대중 운동을 일으킨 것으로 인식되고 있다."[36]
  - 현지 언론에서의 조사 보도 부족[37]
  - 언론의 자유와 언론의 자유를 행사하는 것에 대한 경멸 또는 과실
  - 적시에 재무 관리가 이루어지지 않는 등 취약한 회계 관행
  - 부패에 대한 측정 부족. 예를 들어, 국가의 여러 지역이나 정부 기관에서 부패에 대한 인식 정도를 정량화하기 위해 가정과 기업을 대상으로 정기적인 설문조사를 실시하면 부패에 대한 인식이 높아지고 부패에 대처하기 위한 압력이 높아질 수 있다. 이를 통해 부패와 싸우고 있는 공무원과 사용된 방법에 대한 평가도 가능해진다.
  - 자국민과 기업에 세금을 부과하지만 다른 국가의 세금을 부과하지 않고 외국 과세에 필요한 정보를 공개하지 않는 조세 피난처. 이를 통해 외국에서 대규모 정치 부패가 발생할 수 있다.[38]
- 정부에 대한 통제력이 부족한 경우
  - 정부를 감시하는 시민 사회와 비정부 기구가 부족하다.
  - 개별 유권자는 각 투표가 거의 중요하지 않기 때문에 특히 전국 선거에서 정치에 대해 합리적으로 무지할 수 있다.
  - 약한 공무원, 그리고 느린 개혁 속도
  - 약한 법치주의
  - 약한 법조인
  - 약한 사법 독립성
  - 내부 고발자에 대한 보호가 부족
    - 정부 책임성 프로젝트로 해결 가능하다.

  - 벤치마킹 부족, 즉 절차에 대한 지속적인 세부 평가와 같은 정부나 다른 기관에서 가장 좋은 일을 하는 기관과의 비교, 특히 가장 좋은 일을 하는 기관과의 비교. 페루의 시우다다노스 알 디아는 페루의 여러 정부 부처에서 투명성, 비용, 효율성을 측정하고 비교하기 시작했다. 매년 언론의 광범위한 관심을 받은 모범 사례를 시상하고 있다. 이로 인해 정부 기관 간에 개선을 위한 경쟁이 벌어지고 있다.[39]
  - 개별 공무원들은 일상적으로 현금을 취급하지만, 지로나 별도의 현금 데스크에서 결제를 처리하지 않는다. 감독 대상 은행 계좌에서 불법 인출을 하는 것은 훨씬 더 어렵다.
  - 공공 자금은 분산되기보다는 중앙 집중식으로 관리된다. 예를 들어, 2,000달러의 자금을 보유한 지역 기관에서 1,000달러를 횡령하는 경우 2,000,000달러의 자금을 보유한 국가 기관보다 쉽게 알아차릴 수 있다. (보충성의 원칙 참조)
  - 대규모 비감독 공공 투자
  - 일반 시민보다 불균형적으로 낮은 급여를 지급한다.
  - 정부 면허는 수입 면허, 뇌물 수수 장려 및 리베이트와 같은 사업을 수행하는 데 필요했다.
  - 같은 직책에서 오랜 시간 근무하면 부패와 편애를 조장하고 숨기는 데 도움이 되는 정부 내외의 관계를 형성할 수 있다. 정부 관리를 다른 직책과 지리적 영역으로 순환 배치하는 것이 이를 방지하는 데 도움이 될 수 있다. 예를 들어, 프랑스 정부 서비스의 특정 고위 공무원(예: 재무-급여 관리자)은 몇 년마다 순환 배치해야 한다.
  - 비용이 많이 드는 정치 캠페인, 특히 납세자의 돈으로 자금을 조달할 때 일반적인 정치 자금원을 초과하는 비용이 많이 든다.
  - 대부분의 주요 정부 기관을 통제하는 단일 그룹 또는 가족. 같은 가족 구성원의 재임을 금지하고 제한하는 법률이 부족히다.
  - 공무원과의 상호작용이 줄어들면 부패의 기회가 줄어든다. 예를 들어 인터넷을 사용하여 신청서 및 세금 양식과 같은 필수 정보를 보낸 다음 자동화된 컴퓨터 시스템으로 이를 처리하는 것이다. 또한 처리 속도를 높이고 의도치 않은 인적 오류를 줄일 수 있다. (전자 정부를 참조)
  - 풍부한 천연 자원을 수출함으로써 발생하는 횡재는 부패를 조장할 수 있다.[40]
  - 전쟁과 다른 형태의 갈등은 공공 안전의 붕괴와 관련이 있다.
- 사회적 조건
  - 이기적인 폐쇄적인 파벌과 오래된 네트워크
  - 가족 중심의 사회 구조와 가족 중심의 사회 구조는 족벌주의/편애주의의 전통을 수용할 수 있다.
  - 소련의 노골적인 체제와 같은 선물 경제는 공산주의 중앙 계획 경제에서 등장한다.
  - 인구의 문해력과 교육 수준이 부족하다.
  - 사람들 사이에서 빈번한 차별과 괴롭힘
  - 부족의 연대, 특정 민족에게 혜택을 주는 것. 예를 들어 인도 정치 체제에서는 국가 및 지역 정당의 리더십이 대대로 전달되는 것이 일반화되었다.[41][42] 가족이 권력의 중심을 잡는 시스템을 만드는 것이다. 예를 들어 남인도의 드라비다 정당 대부분과 인도의 양대 정당 중 하나인 의회 정당의 네루-간디 가문이 있다.
  - 인도처럼 같은 가족 구성원이 선거에 출마하고 재임하는 것을 금지하는 강력한 법률이 없기 때문에, 동일한 강력한 가족 구성원 간의 지방 선거는 종종 반대 정당에 서서 치러지기 때문에 그 가족이 선출된 사람은 엄청난 이익을 얻게 된다.

### 미디어
토마스 제퍼슨은 "모든 정부의 기능자들이 ... 구성원들의 자유와 재산을 마음대로 지휘하는 경향이 있다. 정보 없이는 [자유와 재산을 위한] 안전한 예금이 없다. 언론이 자유롭고 모든 사람이 읽을 수 있는 곳에서는 모든 것이 안전하다." 최근 연구는 제퍼슨의 주장을 뒷받침한다. 브루네티와 웨더는 "국가 전반에 걸쳐 더 많은 언론의 자유와 덜 부패 사이에 중요한 관계가 있다는 증거"를 발견했다. 또한 "원인의 방향이 더 높은 언론의 자유에서 더 낮은 부패로 이어진다는 증거"를 제시했다. Adserà, Boix, 그리고 Payne은 신문 독자 수가 증가하면 정치적 책임이 증가하고 미국 내 약 100개국과 여러 주에서 수집한 데이터의 부패가 줄어든다는 사실을 발견했다.
스나이더와 스트룀버그는 "신문 시장과 정치 지역 간의 적합성이 낮으면 정치에 대한 언론 보도가 줄어든다는 것을 발견했다. ... 지역 언론의 보도를 덜 받는 의원들은 지역구에서 덜 일하기 때문에 의회 청문회에서 증인으로 출석할 가능성이 적는다. ... 지역 의원들에 대한 언론 보도가 적은 지역에서는 연방 지출이 더 적는다." 슐호퍼-월과 가리도는 2007년 신시내티 포스트가 문을 닫은 다음 해에 "포스트에 가장 의존하는 켄터키 교외의 시의회 선거에 출마하는 후보자가 줄어들고, 현직 의원들이 재선에 성공할 가능성이 높아졌으며, 투표율과 선거 지출이 감소했다"고 밝혔다.
제2차 세계 대전 이후 미국과 유럽 연합에서 대중 매체의 진화에 대한 분석에 따르면, 인터넷의 성장에 따른 엇갈린 결과가 나타났다: "디지털 혁명은 표현의 자유에 도움이 되었고, 정보는 언론의 자유에 혼합된 영향을 미쳤다." 전통적인 자금 출처를 방해했으며, 새로운 형태의 인터넷 저널리즘이 사라진 것의 극히 일부만을 대체했다. 내부 고발자 사건이나 보도에 대한 언론의 반응은 기존 법과 정부에서 회의적인 시각을 불러일으키지만 기술적으로는 내부 고발자 사건이 아닐 수도 있는 사안에 대한 언론의 반응은 많은 서구 국가에서 정치적 올바름과 발언 코드의 만연으로 인해 제한된다. 중국과 다른 동아시아 국가들에서는 국가가 강제하는 발언 코드가 공공 부패를 줄이기 위한 언론과 시민 사회의 노력을 제한하거나, 그들의 견해에 따라 제한하고 있다.

### 공공 부문의 규모
광범위하고 다양한 공공 지출은 그 자체로 본질적으로 정실주의, 리베이트, 횡령의 위험에 처해 있다. 복잡한 규제와 자의적이고 감독되지 않은 공식적인 행위는 문제를 악화시킨다. 이는 민영화와 규제 완화에 대한 한 가지 주장이다. 민영화에 반대하는 사람들은 이 주장을 이념적이라고 생각한다. 부패는 반드시 기회에서 비롯된다는 주장은 북유럽 국가처럼 부패가 존재하지 않지만 공공 부문이 큰 국가의 존재로 인해 약화된다. 이들 국가는 좋은 규제와 종종 간단한 규제로 인해 기업 활동 용이성 지수에서 높은 점수를 받고 법치주의가 확고히 확립되어 있다. 따라서 애초에 부패가 없기 때문에 정치적 부패를 유발하지 않고도 대규모 공공 부문을 운영할 수 있다. 최근 지출 규모와 규제 복잡성을 모두 고려한 증거에 따르면 국가 부문이 더 광범위한 고소득 민주주의 국가에서는 실제로 더 높은 수준의 부패가 발생하는 것으로 나타났다.
다른 정부 경제 활동과 마찬가지로 정부 소유 부동산 매각과 같은 민영화는 특히 정실주의의 위험에 처해 있다. 러시아, 라틴 아메리카, 동독의 민영화는 국영 기업 매각 과정에서 대규모 부패를 동반했다. 정치적 인맥이 있는 사람들은 부당하게 큰 부를 얻었고, 이는 이 지역의 민영화에 대한 불신을 불러일으켰다. 언론은 매각과 함께 발생한 대규모 부패를 널리 보도했지만, 연구에 따르면 운영 효율성 증가 외에도 일상적인 사소한 부패가 민영화 없이 더 크거나 더 클 것이며, 민영화되지 않은 부문에서 부패가 더 많이 발생한다고 주장했다. 또한, 민영화가 덜 이루어진 국가에서는 법적 및 비공식 활동이 더 만연하다는 증거도 있다. 유럽연합에서는 보조성의 원칙이 적용된다. 정부 서비스는 유능하게 제공할 수 있는 가장 낮은 대부분의 지방 당국에 의해 제공되어야 한다. 여러 경우에 자금이 분산되면 소액이라도 누락된 금액이 눈에 띄기 때문에 횡령을 방지하는 효과가 있다. 반면 중앙집권적인 당국에서는 공공 자금의 미세한 비율도 큰 금액이 될 수 있다.

## 부패에 불리한 조건
부와 권력은 정치 부패에 복합적인 영향을 미칠 수 있지만, 강력한 개인이 다른 강력한 개인을 다치게 하거나 해를 끼칠 때는 돈과 영향력이 가져오는 법에 대한 면책이 효력을 발휘하지 못한다. 이러한 면책 특권이 깨진 예로는 버니 매도프가 있으며, 버니 매도프는 부유하고 강력한 다른 부유하고 강력한 개인으로부터 훔쳤다. 이로 인해 그는 지위에도 불구하고 결국 체포되었다. 정치적 경쟁력 수준은 정치 부패의 정도에 영향을 미칠 수 있다. 급여 인상은 저소득 국가의 정치적 부패를 줄일 수 있다.또 다른 연구에서는 평균 임금에 비해 정치인의 급여가 높을수록 정치 부패가 증가한다는 사실을 발견했다.재선을 노리는 현직 정치인들의 정치적 부패가 감소한 것으로 나타났다.

## 정부 부패

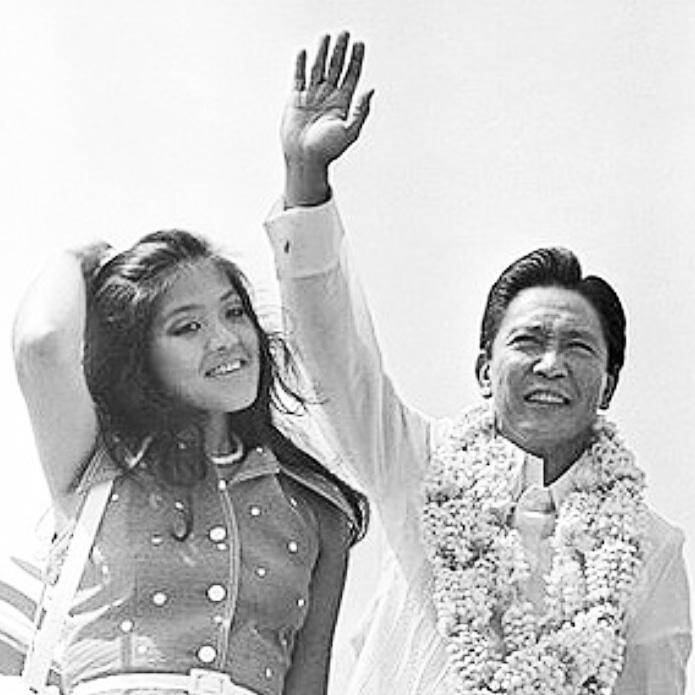
페르디난드 마르코스(딸 이미와 함께 찍은 사진)는 필리핀의 독재자이자 도둑질자였다. 그의 정권은 부패로 악명이 높았다.

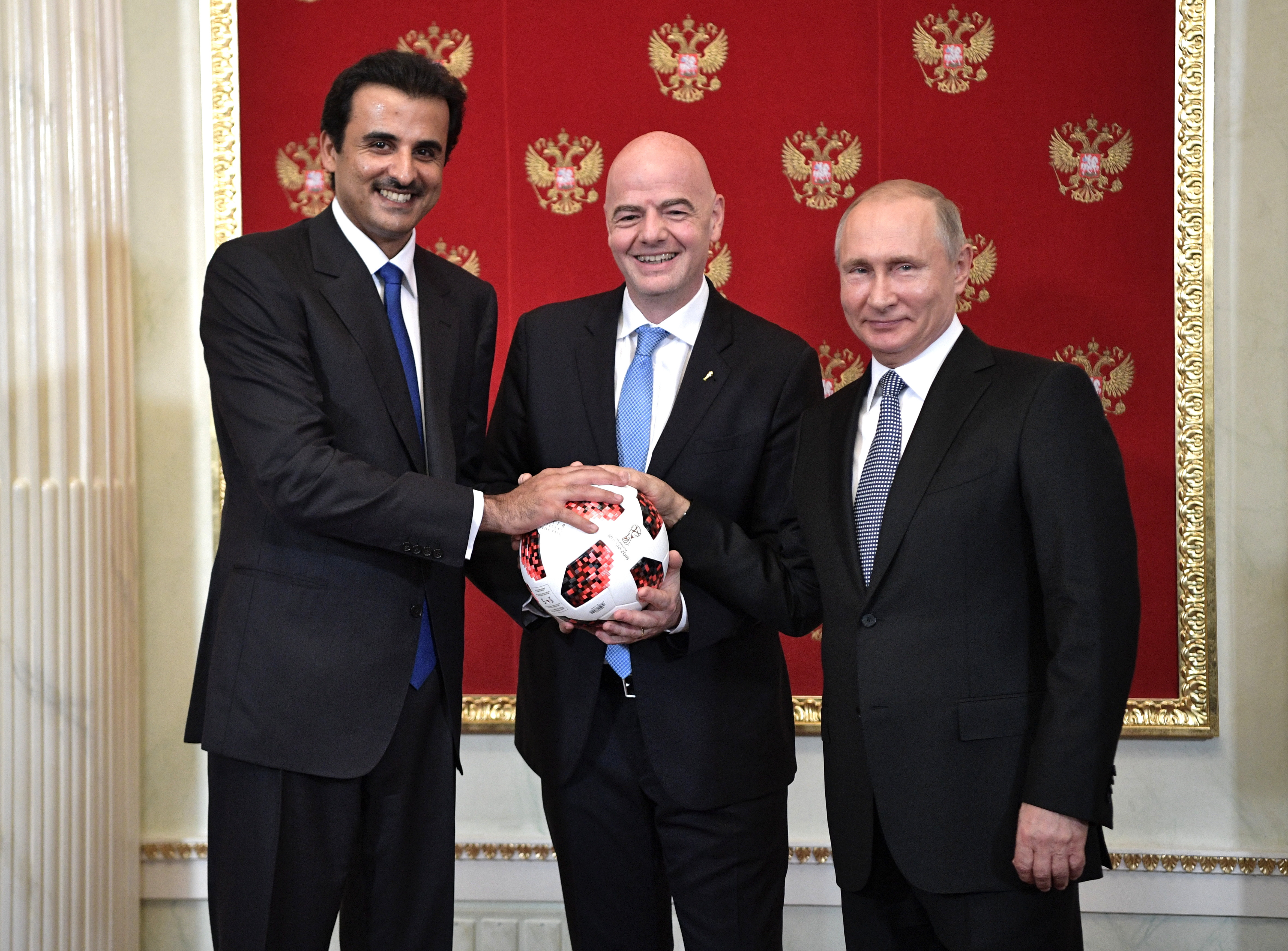
러시아, 2018년 6월 카타르에 2022 FIFA 월드컵 개최권 상징 릴레이 바통 넘겨준 것

정부의 최고 권력자들이 국가의 재무부에서 부패나 횡령을 이용하는 경우, 이를 신자유주의 도둑정치라고 부르기도 한다. 정부 구성원들은 천연 자원(예: 몇몇 저명한 경우 다이아몬드와 석유)이나 국영 생산 산업을 이용할 수 있다. 많은 부패한 정부들이 외국 원조를 통해 부를 축적해 왔다. 실제로 원조 흐름과 수원국 내 높은 수준의 부패 사이에는 긍정적인 상관관계가 있다.

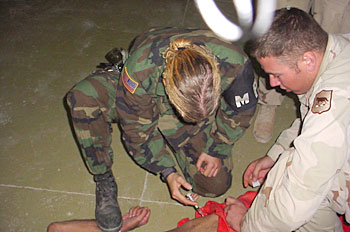
미군 헌병이 포로를 제압하는 동안 미군 경찰관이 포로를 제지하고 진정시켰다

사하라 사막 이남 아프리카의 부패는 주로 경제적 임대료를 추출하고 그로 인한 금융 자본을 국내에 투자하는 대신 해외로 이전하는 것으로 구성된다. 저자 레온스 엔디쿠마나와 제임스 K. 보이스는 1970년부터 2008년까지 사하라 사막 이남 33개국에서 자본 유출이 총 7,000억 달러에 달했다고 추정한다. 부패한 독재 정권은 일반적으로 시민 사회와 법치주의가 붕괴되면서 대다수 시민에게 수년간의 일반적인 고난과 고통을 초래한다. 또한 부패한 독재자들은 더 많은 부와 권력을 축적하기 위해 경제적, 사회적 문제를 일상적으로 무시한다. 부패하고 착취적인 독재자의 전형적인 사례는 1965년부터 1997년까지 콩고 민주 공화국(자이르로 개명)을 통치한 모부투 세세코 원수의 정권이다. 도둑정치라는 용어의 사용은 주로 모부투의 정권을 정확하게 묘사할 필요성에 대한 반응으로 인기를 얻었다고 한다. 또 다른 고전적인 사례는 나이지리아로, 특히 1993년부터 1998년 사망할 때까지 나이지리아의 사실상 대통령이었던 사니 아바차 장군의 통치하에 있었다. 그는 약 30억에서 40억 달러의 돈을 훔친 것으로 알려져 있다. 그와 그의 친척들은 나이지리아 419 편지 사기에서 종종 자신이 훔친 "운세"를 세탁하는 데 "도움"을 주겠다고 주장하며 언급되지만, 실제로는 존재하지 않는 것으로 밝혀졌다. 1960년부터 1999년까지 나이지리아 지도자들에 의해 4,000억 달러 이상이 재무부에서 도난당했다.

### 사법부의 부패
사법부의 부패에는 두 가지 방법이 있다: 예산 계획과 다양한 특권을 통한 국가와 민간. 많은 과도기 및 개발도상국에서 사법부의 예산은 거의 전적으로 행정부에 의해 통제된다. 후자는 사법부의 재정적 의존성을 초래하기 때문에 권력 분립을 약화시킨다. 사법부에 대한 정부 지출을 포함한 적절한 국부 분배는 헌법 경제학의 적용을 받는다. 사법 부패는 선진국에서도 완전히 근절하기 어려울 수 있다.

## 부패에 대한 반대
이동통신과 라디오 방송은 특히 아프리카와 같은 개발도상국에서 부패와 싸우는 데 도움이 된다. 다른 형태의 커뮤니케이션은 제한적이다. 인도에서는 반부패국이 부패에 맞서 싸우고 있으며, 얀 록팔 법안이라는 새로운 옴부즈맨 법안이 준비되고 있다. 1990년대에는 국제적인 차원(특히 유럽 공동체, 유럽 평의회, OECD)에서 부패를 금지하기 위한 이니셔티브가 취해졌다. 1996년에는 유럽 평의회 장관 위원회가 예를 들어, 포괄적인 부패 방지 행동 계획을 채택한 후 일련의 반부패 기준 설정 도구를 발표했다:

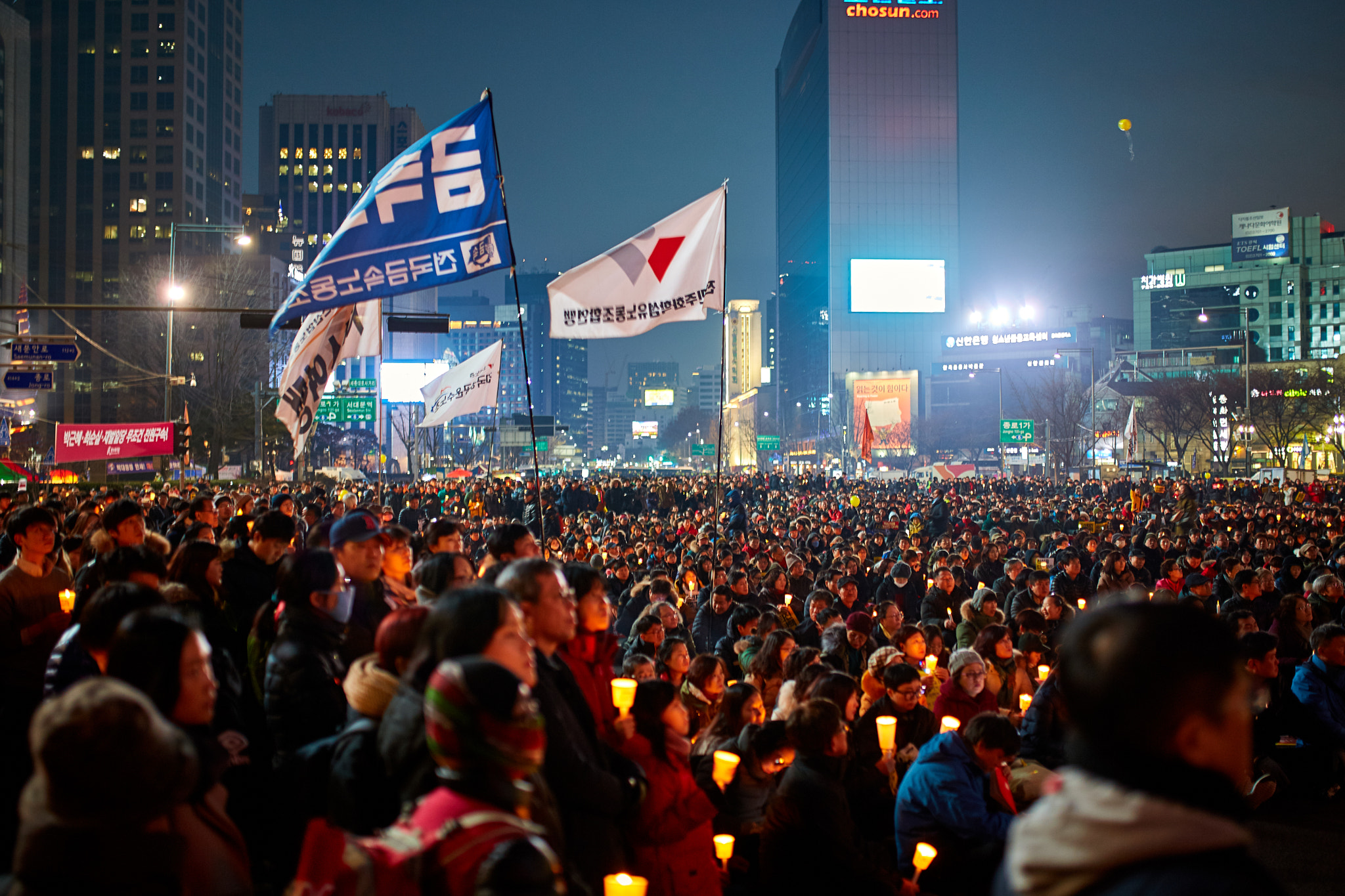
2017년 1월 7일, 대한민국 서울에서 열린 박근혜 대통령 반대 촛불 시위

- 형법 부패 방지 협약 (ETS 173);[66]
- 부패에 관한 민법 협약 (ETS 174);[67]
- 형법 부패 방지 협약 추가 의정서 (ETS 191);[68]
- 부패 척결을 위한 20가지 지침 (결의안 (97) 24);[69]
- 공무원 행동 강령 권고안 (권고 번호 R (2000) 10);[70]
- 정당 자금 및 선거 캠페인의 부패 방지를 위한 공통 규칙에 관한 권고안 (Rec(2003)4)[71]

이러한 도구의 목적은 엄격한 국내적 차원이든 초국적 차원이든 다양한 형태의 부패(공공 부문, 민간 부문, 정치 활동 자금 조달 등)를 해결하는 것이었다. 이러한 문서에 명시된 요구 사항과 원칙의 이행을 국가 차원에서 모니터링하기 위해 부패 방지 국가 그룹(Groupe d'Etats contre la cruption)(프랑스어: GRECO라고도 함)이 만들어졌다. 또한, 2003년에는 아프리카 연합인 미주기구(OAS 또는 OEA)의 주도로 지역 차원에서 추가 협약이 채택되었으며, 유엔 부패 방지 협약에 따라 제46조에 명시된 바와 같이 부패 범죄와 관련된 조사, 과정 및 사법 조치에 관한 당사자 간의 상호 법적 지원을 통해 가능해졌다.

## 내부 고발자
내부 고발자(내부 고발자 또는 내부 고발자라고도 함)는 사적이거나 공적인 조직 내에서 불법적이거나 비윤리적이거나 옳지 않다고 여겨지는 모든 종류의 정보나 활동을 폭로하는 사람을 말한다.

## 부패 측정
거래의 불법성과 부정확한 부패 정의로 인해 부패를 정확하게 측정하는 것은 불가능하지는 않더라도 어렵다. 부패의 규모를 측정할 수 있는 신뢰할 수 있는 지표는 거의 없으며, 그 중에서도 이질성이 높다. 부패를 추정하는 가장 일반적인 방법 중 하나는 인식 조사를 통해서이다. 이들은 커버리지가 좋다는 장점이 있지만 부패를 정확하게 측정하지는 못한다."부패" 지수는 1995년에 부패 인식 지수 CPI와 함께 처음 등장했지만, 이러한 모든 지표는 문제의 정도에 대한 대중의 인식과 같은 다양한 부패 대리 지표를 다룬다. 그러나 시간이 지남에 따라 객관적인 지표에 대한 방법의 정교화와 검증 검사가 이루어지면서 이러한 지표 중 상당수가 완벽하지는 않지만 부패 규모를 일관되고 유효하게 측정하는 데 점점 더 능숙해지고 있다.
국제투명성기구(CPI)는 1995년에 처음 발표된 반부패 비정부기구(NGO)로 이 분야를 개척했다. 이 연구는 종종 금기를 깨고 부패 문제를 고급 개발 정책 담론으로 유도한 것으로 평가받고 있다. 국제투명성기구는 현재 매년 업데이트되는 세 가지 지표를 발표하고 있다: CPI(각 국가의 부패 정도에 대한 대중의 인식을 집계한 제3자 여론조사를 기반으로 한); 글로벌 부패 바로미터(부패에 대한 일반 대중의 태도와 경험을 조사한 설문조사를 기반으로 한); 그리고 외국 기업의 뇌물 지불 의지를 조사한 뇌물 지급자 지수이다. 부패 인식 지수는 이러한 지표 중 가장 잘 알려져 있지만, 많은 비판을 받아왔다. 그리고 영향력이 감소하고 있을 수도 있다. 2013년 국제투명성기구는 "정부 국방 반부패 지수"에 관한 보고서를 발표했다. 이 지수는 각국의 군사 부문에서 부패 위험을 평가한다.
세계은행은 부패에 관한 다양한 데이터를 수집한다. 전 세계 10만 개 이상의 기업에서 실시한 설문조사 응답 포함하여 거버넌스 및 제도적 품질에 대한 일련의 지표가 있다. 게다가, 세계 거버넌스 지표에 의해 측정된 여섯 가지 거버넌스 차원 중 하나는 부패 통제이다. 부패 통제는 "사적 이익을 위해 권력이 행사되는 정도로, 여기에는 작은 형태의 부패와 거대한 형태의 부패뿐만 아니라 엘리트와 사익에 의한 국가의 '포획'이 포함된다."라고 정의된다.정의 자체는 상당히 정확하지만, 전 세계 거버넌스 지표에 집계된 데이터는 사용 가능한 모든 여론 조사를 기반으로 한다: 질문 범위는 "부패가 심각한 문제인가?"부터 정보에 대한 대중의 접근성 측정에 이르기까지 다양하며, 국가마다 일관되지 않는다. 이러한 약점에도 불구하고 이러한 데이터셋의 전 세계적인 적용 범위는 이러한 데이터셋의 광범위한 채택으로 이어졌으며, 특히 밀레니엄 챌린지 코퍼레이션에 의해 널리 채택되었다.
많은 정당들이 대중과 전문가들로부터 설문조사 데이터를 수집하여 부패와 뇌물 수수의 정도, 그리고 정치적 및 경제적 결과에 미치는 영향을 측정하려고 노력하고 있다. A두 번째 부패 지표 물결은 국제 예산 파트너십인 글로벌 무결성에 의해 만들어졌다. 그리고 잘 알려지지 않은 많은 로컬 그룹들. 이러한 지표에는 글로벌 무결성 지수가 포함된다. f2004년에 처음 발행되었다. 이 두 번째 물결 프로젝트는 자원을 보다 효과적으로 식별하고 점진적 개혁을 위한 체크리스트를 작성하여 정책 변화를 창출하는 것을 목표로 한다. 글로벌 무결성과 국제 예산 파트너십의 각 기관은 공개 설문조사를 생략하고 대신 국내 전문가를 사용하여 "부패의 반대"를 평가한다. 글로벌 무결성은 부패를 예방, 억제 또는 폭로하는 공공 정책으로 정의한다.이러한 접근 방식은 대중의 분노에 직면한 정부에 개선된 거버넌스를 향한 구체적인 단계를 측정하는 체크리스트를 제공함으로써 인식 제고 도구로서의 첫 번째 물결을 보완한다.
일반적인 2차 피해 부패 지표는 1차 피해 프로젝트에서 발견되는 전 세계적인 범위를 제공하지 않으며, 특정 문제에 수집된 정보를 현지화하고 정량적 및 정성적 데이터와 일치하는 깊고 "패킹 불가능한" 콘텐츠를 만드는 데 중점을 둔다. 영국 원조 기관의 '변화의 동인' 연구와 같은 대안적인 접근 방식은 특정 사회에서 누가 권력을 통제하는지에 대한 정치 경제 분석을 통해 숫자를 건너뛰고 부패에 대한 이해를 촉진한다. 전통적인 부패 조치가 불가능할 때 제안된 또 다른 접근 방식은 구소련 국가의 내각 장관들의 비만이 더 정확한 조치와 높은 상관관계가 있다는 사실을 발견한 후 관리들의 체지방을 살펴보는 것이다.

## 정치 부패를 감시하는 기관들
- 금융 행동 태스크 포스
- 연방 및 주 정부 부패를 식별, 조사 및 민사 기소할 수 있는 권한을 가진 미국 공익 기관인 FreedomGuard, Ltd
- 1993년에 설립된 국제 비정부기구인 글로벌 위트니스는 전 세계의 천연자원 착취, 분쟁, 빈곤, 부패, 인권 침해 간의 연결고리를 끊기 위해 노력하고 있다.
- 유럽 이사회 산하에 설립된 부패 방지 국가 그룹, 회원국들이 정치적 부패에 대응하기 위해 채택한 기구의 이행을 감시하기 위해 설립되었다.
- 독립 부패 방지 위원회 (명백 해제)
- 국제 반부패 아카데미
- 국제 투명성 국제기구는 국제 개발에서 기업 및 정치 부패를 감시하고 공표하며 매년 부패 인식 지수를 발표하는 비정부 기구이다.

## 정치적 부패를 모티브로 한 소설
다음은 정치적 부패를 다양한 형태로 묘사한 소설 작품의 몇 가지 예이다:
- 정부 감찰관 – 니콜라이 고골의 1836년 희곡[93]
- 민주주의 – 헨리 아담스의 1880년 소설[94]
- 금융가 - 시어도어 드라이저의 1912년 소설[95][96]
- 타이탄 – 시어도어 드라이저의 1914년 소설, 《파이낸시어》의 속편[97][96]
- 워싱턴 회전목마 – 1932년 제임스 크루즈 감독 영화[98]
- 미스터 스미스, 워싱턴으로 가다 - 1939년 프랭크 카프라 감독 영화[99]
- 동물 농장 – 1945년 조지 오웰의 소설[100]
- 모든 왕의 남자 – 1946년 로버트 펜 워렌의 소설[101]
- 아틀라스 어깨 – 1957년 아인 랜드의 소설[102]
- 터치 오브 이블 – 1958년 오슨 웰스 감독 영화[103]
- 하우스 오브 카드 – 보 윌리몬이 제작한 2013-2018 웹 TV 시리즈[104]

## 같이 보기
- 부패 지수
- 국제 투명성 기구
- 국제 부패 반대의 날
- 유엔 부패 방지 협약

### 이론적 바탕
- 이해충돌